# پل نقاله
پل نقاله (انگلیسی: Transporter bridge) یا پل انتقال هوایی نوعی پل متحرک است که بخشی از جاده یا یک مسیر تردد را از روی رودخانه عبور می‌دهد. اتاقک حمل (گوندولا) از یک شاه‌تیر مرتفع توسط سیم یا یک قاب فلزی آویزان می‌شود. معمولاً از پل نقاله برای عبور از رودخانه‌های قابل کشتیرانی یا سایر مسیرهای آبی استفاده می‌شود که در آن قایق‌ها و کشتی‌ها تردد می‌کنند. پل نقاله نوعی کم‌کاربرد از پل است که تعداد بسیار اندکی از آنها ساخته شده است. امروزه فقط ۱۳ پل نقالهٔ موجود است که تنها ۸ مورد آن عملیاتی است. مثلا پل هوایی دلوث، مینه‌سوتا که نخستین پل نقاله ایالات متحده آمریکا است و در سال ۱۹۰۵ ساخته شد و امروزه دیگر استفاده نمی‌شود.
ایدهٔ ساخت پل نقاله در سال ۱۸۷۳ توسط چارلز اسمیت (۱۸۴۴–۱۸۸۲)، مدیر یک تعمیرگاه موتور در هارتل‌پول انگلستان مطرح شد. او آن را «پل فرابر» نامید و ایده‌های خود را ناموفق به شوراهای شهر هارتل‌پول، میدلزبرو و گلاسگو ارائه کرد.
نخستین پل نقاله «پل بیسکایا» بین لاس آرناس و پورتوگالته در اسپانیا است که در سال ۱۸۹۳ ساخته شد. طراحی این پل توسط آلبرتو پالاسیو الهام‌بخش دیگران برای ساخت سازه‌های مشابه شد. این ایده در مکان‌هایی به وجود آمد که اولا ساخت فرازهای ورودی طولانی که برای رسیدن به پایه‌های بلند لازم است، غیر عملی تلقی می‌شد یا در مکان‌هایی که فرابرها به راحتی قادر به عبور نبودند به‌وجود آمد. از آنجایی که پل‌های نقاله تنها می‌توانند وزن محدودی را حمل کنند، این ایده پس از ظهور خودرو چندان مورد استفاده قرار نگرفت.
اولین پل ساخته شده در فرانسه، پلِ شهر روآن در سال ۱۸۹۸ بود که از رود سن عبور می‌کرد و توسط ارتش فرانسه تخریب شد تا سرعت پیشروی نیروهای آلمانی در جنگ جهانی دوم را کاهش دهد. پل‌های نقاله در فرانسه محبوب بودند و در مجموع پنج پل نقاله در این کشور ساخته شد و یکی هم تا نیمه، تکمیل شد.